# Украинци в САЩ
Украинците в САЩ (на украински: Українці США, на английски: Ukrainian Americans) са етническа група в Съединените американски щати. Според преброяването на населението през 2000 г. броят на хората, определили се за украинци, е 892 922 души, или 0,31% от населението на страната. Според оценки на Бюрото за преброяване на населението към 2019 г. те са 1 009 874 души.
Според преброяването на населението през 2000 г. градските статистически агломерации с най-голям брой украинци са: Ню Йорк (160 000), Филаделфия (60 000), Чикаго (46 000), Детройт (45 000), Лос Анджелис (36 000), Кливланд (26 000) и Индианаполис (19 000).

## История
Украинската диаспора в Съединените щати се формира през три основни исторически периода:
Първата вълна на украинска емиграция в Съединените щати започва през 1880-те години, основно от Закарпатието, Галиция и Буковина. Тази вълна е по-многобройна от 1890-те до избухването на Първата световна война.
Втората вълна на емиграция на украинци започва след Втората световна война. През този период имигрантите основават младежки организации, които се фокусират върху националните и политически проблеми на украинското население. Най-големи младежки организации по численост към този момент са: „Пласт“, Украинска асоциация на младежта на Америка, Асоциация на демократичната украинска младеж. Основните им сфери на дейност са образование, култура, творчество и спорт. Много от украинските клубове в колежи и университети се присъединяват към Федерацията на украинските студентски организации, основана през 1953 г. Всяко лято университетите организират летни лагери, за да преподават на децата украински език, литература и история. Възникват научни дружества, като напр. Научно дружество „Тарас Шевченко“ в Ню Йорк през 1947 г. Членове на дружеството организират научни конференции, лекции, концерти. Украинците в САЩ създават множество музеи и библиотеки, формират архиви. Украинският музей-архив, създаден през 1952 г., съдържа най-малко 20 000 тома архивни материали, обхващащи периода на украинската имиграция след Втората световна война.
Третата вълна започва в началото на 1990-те години, след разпадането на Съветския съюз.